# Импиријал (Пенсилванија)
Импиријал (енгл. Imperial) насељено је место без административног статуса у америчкој савезној држави Пенсилванија.

## Демографија
По попису из 2010. године број становника је 2.541.
| Група             | 2000.    | 2010.         |
| Белци             | 0 (0,0%) | 2.409 (94,8%) |
| Афроамериканци    | 0 (0,0%) | 54 (2,1%)     |
| Азијати           | 0 (0,0%) | 20 (0,8%)     |
| Хиспаноамериканци | 0 (0,0%) | 23 (0,9%)     |
| Укупно            | 0        | 2.541         |